# Bandziory
Bandziory (ang. Shottas) – amerykańsko-jamajski film kryminalny z 2002 roku w reżyserii Cessa Silvery. Zdjęcia kręcono w Kingston i Miami.

## Opis fabuły
Jamajka. Biggs (Ky-Mani Marley) i Wayne (Spragga Benz), narkotykowi dilerzy, trudnią się kradzieżami i rozbojami. Wyjeżdżają do Miami, gdzie kontynuują swój proceder i zdobywają coraz większe wpływy. Zostają deportowani, ale udaje im się wrócić do USA. Zadzierają z nowym królem półświatka.

## Obsada
- Corey Agnant jako syn Richiego
- Spragga Benz jako Wayne
- Paul Campbell jako Mad Max
- Stephen Cheong jako pan Chin
- Andrew Davis jako John John
- Fabien Dominique jako Abbey
- Carlton Grant Jr. jako młody Wayne
- Wyclef Jean jako Richie Effs
- Papa Keith jako Carjack Victim
- Desmond Kingas jako Big Man
- Isiah Laing jako detektyw Laing
- Marilyn Manhoe jako Marcia
- Kymani Marley jako Biggs
- Jabba Mitchell jako Dangles

i inni